# Passa-Sete
Passa Sete é um município brasileiro do estado do Rio Grande do Sul.